# خالد بن سلمان آل سعود
الأمير خالد بن سلمان بن عبد العزيز آل سعود, ولد (1408هـ / 1988م) وزير الدفاع السعودي ، ونائب رئيس مجلس إدارة الهيئة العامة للصناعات العسكرية، وقبلها كان يشغل منصب سفير السعودية لدى الولايات المتحدة للفترة ما بين 22 أبريل 2017 حتى 23 فبراير 2019. وشغل منصب نائب وزير الدفاع منذ 2019 حتى أصبح وزير للدفاع في 27 سبتمبر 2022. وهو أحد أبناء الملك سلمان بن عبد العزيز ملك المملكة العربية السعودية، والأخ الشقيق للأمير محمد بن سلمان ولي العهد السعودي.

## نسبه
خالد بن سلمان بن عبد العزيز بن عبدالرحمن بن فيصل بن تركي بن عبد الله بن محمد بن سعود الأوّل آل سعود.

## الولادة والنشأة والتعليم
وُلِدَ خالد في مدينة الرياض (1408هـ / 1988م )تلقى تعليمه العام في مدارس الرياض حتى تخرجه عام 1427هـ/2006م، وكان الأول على دفعته في الثانوية العامة. اختار المجال العسكري والدفاعي لشغفه واهتمامه به، فدرس في كلية الملك فيصل الجوية في الرياض، وتخرج عام 1430هـ/2009م بدرجة البكالوريوس في العلوم الجوية برتبة ملازم طيار بعد أن حصل على دورة التدريب الأولي في قاعدة راندولف الجوية في سان أنطونيو في ولاية تكساس الأمريكية، وأتم بنجاح برنامج التدريب بقاعدة كولومبوس الجوية في ولاية ميسيسبي الأمريكي

## المسيرة العسكرية
عُين بعد تخرجه ضابط طيار، وبدأ برنامج الطيران على طائرة (15-F)، ثم عُين ضابط خطط إلى جانب عمله طيارًا لطائرة (15-F)، كما عمل ضابط استخبارات تكتيكيًّا في القوات الجوية الملكية السعودية.
كان الأمير خالد بن سلمان من أوائل الطيارين السعوديين الذين شاركوا في الطلعات الجوية ضمن الحملة الدولية للتحالف ضد "داعش" في سوريا، كما شارك في عمليتي "عاصفة الحزم" و"إعادة الأمل" في اليمن، وبلغت ساعات طيرانه نحو ألف ساعة طيران.
دورات الأمير خالد بن سلمان التدريبية
تلقى عددًا من الدورات التدريبية في المجال العسكري والأمني، منها: دورة "كبار التنفيذيين في الأمن الوطني والدولي" من جامعة هارفارد الأمريكية، ودورة "الحرب الإلكترونية المتقدمة" في العاصمة الفرنسية باريس.

## الحياة العملية
مستشار في مكتب وزير الدفاع
عُين الأمير خالد عام 1436هـ/2015م، ضابطًا في مكتب وزير الدفاع، حيث أتاح له العمل بالقرب من صاحب السمو الملكي الأمير محمد بن سلمان بن عبدالعزيز (وزير الدفاع آنذاك) الإلمام برؤيته لتطوير الوزارة، حتى عُين في عام 1437هـ/2016م مستشارًا مدنيًا في مكتب وزير الدفاع، وأوكل إليه مسؤولية إدارة عدد من الملفات المهمة.
سفير خادم الحرمين الشريفين لدى الولايات المتحدة الأمريكية
في أواخر عام 1437هـ/2016م عُين الأمير خالد مستشارًا في سفارة المملكة العربية السعودية لدى الولايات المتحدة الأمريكية، ثم صدر الأمر الملكي الكريم في 25 رجب 1438هـ/22 أبريل 2017م، بتعيينه سفيرًا لخادم الحرمين الشريفين لدى الولايات المتحدة الأمريكية بمرتبة وزير. ويُعد الأمير خالد بن سلمان عاشر سفير سعودي لدى الولايات المتحدة الأمريكية.
نائب وزير الدفاع
في 17 جمادى الآخرة 1440هـ/22 فبراير 2019م، عُين الأمير خالد بموجب أمر ملكي نائبًا لوزير الدفاع بمرتبة وزير، ليُسهم في تحقيق رؤية القيادة في المنظومة العسكرية والدفاعية.
وزير الدفاع
صدر في 1 ربيع الأول 1444هـ/27 سبتمبر 2022م، أمر ملكي بتعيين الأمير خالد بن سلمان وزيرًا للدفاع، ليضطلع بمسؤولية إدارة هذه الوزارة في ظل التطور الذي تشهده المملكة العربية السعودية وقطاعاتها.
المجالس
يرأس الأمير خالد بن سلمان عددًا من المجالس، ومنها:
·  مجلس وزراء دفاع دول التحالف الإسلامي العسكري لمحاربة الإرهاب.
· مجلس إدارة الهيئة العامة للمساحة والمعلومات الجيومكانية.
· مجلس إدارة المؤسسة العامة للصناعات العسكرية.
· مجلس إدارة الشركة السعودية للصناعات العسكرية.  
كما يتولى الأمير خالد عددًا من المناصب منها:
· نائب رئيس مجلس إدارة الهيئة العامة للصناعات العسكرية.
· نائب رئيس مجلس إدارة الهيئة العامة للتطوير الدفاعي.

## الأوسمة والتكريمات
مُنح الأمير خالد بن سلمان في 13 رمضان 1445هـ/23 مارس 2024م، وسام "نيشان باكستان" الذي يعدّ أعلى وسام مدني في جمهورية باكستان الإسلامية من قبل رئيس الجمهورية آصف علي زرداري؛ تقديرًا لجهوده في تعزيز العلاقات الثنائية بين البلدين. 